# Kypello Ellados 2002-2003
La Coppa di Grecia 2002-2003 è stata la 61ª edizione del torneo. La competizione è terminata il 17 maggio 2003. Il PAOK ha vinto il trofeo per la quarta volta, battendo in finale l'Aris Salonicco.

## Primo turno
| Squadra 1            | Totale | Squadra 2          | Andata | Ritorno           |
| -------------------- | ------ | ------------------ | ------ | ----------------- |
| Thrasyvoulos         | 0 - 3  | Apollōn Smyrnīs    | 0 – 2  | 0 - 1             |
| AO Chania            | 0 - 6  | Arīs Salonicco     | 0 – 4  | 0 - 2             |
| Agios Nikolaos       | 2 - 4  | Īraklīs            | 2 – 3  | 0 - 1             |
| PAS Giannina         | 3 - 1  | Vyzas              | 1 – 1  | 2 - 0             |
| Lyki Kalochori       | 0 - 5  | Panathīnaïkos      | 0 – 2  | 0 - 3             |
| Levadeiakos          | 4 - 5  | Apollōn Kalamarias | 2 – 2  | 2 - 3 (dts)       |
| Kerkyra              | 1 - 0  | Proodeftikī        | 0 – 0  | 1 - 0             |
| Nafpaktiakos Asteras | 2 - 7  | Panachaïkī         | 1 – 5  | 1 - 2             |
| Kassandra            | 0 - 2  | AEK Atene          | 0 – 2  | 0 - 0             |
| Trikala              | 0 - 6  | Kallithea          | 0 – 4  | 0 - 2             |
| Olympiakos Volos     | 1 - 1  | Panaigialeios      | 1 – 0  | 0 - 1 (9 – 8 dtr) |
| Larissa              | 0 - 4  | Skoda Xanthi       | 0 – 1  | 0 - 3             |
| Kilkisiakos          | 1 - 2  | Kalamata           | 1 – 2  | 0 - 0             |
| Panserraïkos         | 2 - 6  | Ergotelīs          | 1 – 2  | 1 - 4             |
| Poseidon Neon Poron  | 0 - 4  | Ionikos            | 0 – 1  | 0 - 3             |
| Egaleo               | 6 - 4  | Agrotikos Asteras  | 3 – 1  | 3 - 3             |
| OFI Creta            | 4 - 0  | Kavala             | 4 – 0  | 0 - 0             |
| Ethnikos Asteras     | 2 - 1  | Nikī Volo          | 2 – 0  | 0 - 1             |
| Leonidio             | 0 - 1  | PAOK               | 0 – 1  | 0 - 0             |
| Ethnikos Pireo       | 0 - 7  | Panīleiakos        | 0 – 3  | 0 - 4             |
| Chalkidona           | 6 - 1  | Kastoria           | 4 – 0  | 2 - 1             |
| Patraïkos            | 3 - 2  | Atromītos          | 1 – 1  | 2 - 1 (dts)       |
| Akratītos            | 8 - 0  | Acharnaïkos        | 3 – 0  | 5 - 0             |
| Fostiras             | 1 - 4  | Olympiacos         | 0 – 2  | 1 - 2             |
| Athīnaïkos           | 2 - 3  | Agios Dimitrios    | 1 – 1  | 1 - 2             |
| Paniōnios            | 3 - 2  | Marko              | 2 – 1  | 1 - 1             |

## Secondo turno
| Squadra 1     | Totale | Squadra 2        | Andata | Ritorno     |
| ------------- | ------ | ---------------- | ------ | ----------- |
| Patraïkos     | 1 - 4  | Arīs Salonicco   | 0 – 1  | 1 - 3       |
| Kalamata      | 1 - 3  | Akratītos        | 1 – 1  | 0 - 2       |
| PAOK          | 2 - 0  | Olympiakos Volos | 2 – 0  | 0 - 0       |
| Ergotelīs     | 2 - 3  | Ethnikos Asteras | 2 – 0  | 0 - 3 (dts) |
| AEK Atene     | 6 - 1  | Chalkidona       | 3 – 1  | 3 - 0       |
| Kallithea     | 2 - 4  | Olympiacos       | 1 – 4  | 1 - 0       |
| Kerkyra       | 0 - 4  | OFI Creta        | 0 – 1  | 0 - 3       |
| Īraklīs       | 1 - 2  | Paniōnios        | 0 – 0  | 1 - 2       |
| Panathīnaïkos | 1 - 0  | Skoda Xanthi     | 1 – 0  | 0 - 0       |
| Egaleo        | 4 - 2  | Agios Dimitrios  | 2 – 0  | 2 - 2       |

Passano automaticamente il turno:
| Squadre            |
| ------------------ |
| Apollōn Smyrnīs    |
| PAS Giannina       |
| Apollōn Kalamarias |
| Ionikos            |
| Panīleiakos        |
| Panachaïkī         |

## Ottavi di finale
| Squadra 1          | Totale      | Squadra 2        | Andata | Ritorno |
| ------------------ | ----------- | ---------------- | ------ | ------- |
| Egaleo             | 6 - 1       | Panīleiakos      | 4 – 0  | 2 - 1   |
| Panachaïkī         | 0 - 2       | Olympiacos       | 0 – 2  | 0 - 0   |
| Apollōn Kalamarias | 1 - 4       | Ethnikos Asteras | 0 – 2  | 1 - 2   |
| Arīs Salonicco     | 4 - 0       | PAS Giannina     | 3 – 0  | 1 - 0   |
| Paniōnios          | 2 - 1       | Ionikos          | 1 – 0  | 1 - 1   |
| Akratītos          | 0 - 4       | Panathīnaïkos    | 0 – 1  | 0 - 3   |
| PAOK               | 1 - 1 (gfc) | OFI Creta        | 0 – 0  | 1 - 1   |
| AEK Atene          | 5 - 0       | Apollōn Smyrnīs  | 2 – 0  | 3 - 0   |

## Quarti di finale
| Squadra 1      | Totale | Squadra 2        | Andata | Ritorno |
| -------------- | ------ | ---------------- | ------ | ------- |
| PAOK           | 5 - 2  | Olympiacos       | 3 – 1  | 2 - 1   |
| Arīs Salonicco | 3 - 2  | Ethnikos Asteras | 3 – 1  | 0 - 1   |
| Panathīnaïkos  | 1 - 2  | Egaleo           | 0 – 1  | 1 - 1   |
| Paniōnios      | 3 - 5  | AEK Atene        | 1 – 1  | 2 - 4   |

## Semifinali
| Squadra 1 | Totale      | Squadra 2      | Andata | Ritorno |
| --------- | ----------- | -------------- | ------ | ------- |
| Egaleo    | 1 - 1 (gfc) | Arīs Salonicco | 1 – 1  | 0 - 0   |
| AEK Atene | 1 - 2       | PAOK           | 0 – 1  | 1 - 1   |

## Finale
| Arbitro: | Giorgos Douros (Corinzia) |

|                |           |  |
| Georgiadis 24’ | Marcatori |  |